# Essenzwermdorp
De term essenzwermdorp is een verouderde benaming voor een nederzetting die bestaat uit een aantal kleine essen met elk een groepje boerderijen. Het dorp heeft geen echte dorpskern.
De typologie van nederzettingsvormen, waar de benaming essenzwermdorp deel van uitmaakt, is ontworpen door Keuning en voor het eerst gepubliceerd in 1936. Deze invalshoek waarbij de vorm van een nederzetting op één bepaald moment bepalend was voor de classificatie, wordt door wetenschappers niet meer gebruikt. In beleidsnotities bleef de naam langer in gebruik, met name als er gebruik werd gemaakt van verouderde literatuur.